# Dystrykt Mufulira
Dystrykt Mufulira – dystrykt w Zambii w Prowincji Copperbelt. W 2000 roku liczył 143 930 mieszkańców (z czego 50,39% stanowili mężczyźni) i obejmował 26 097 gospodarstw domowych. Siedzibą administracyjną dystryktu jest Mufulira.